# NGC 93
NGC 93 là một thiên hà xoắn ốc tương tác được ước tính cách chúng ta khoảng 260 triệu năm ánh sáng trong chòm sao Tiên Nữ. Nó được phát hiện bởi RJ Mitchell vào năm 1854. Thiên hà hiện đang tương tác với NGC 90 và có một số dấu hiệu tương tác với nó.
NGC 93 và NGC 90 tạo thành cặp thiên hà tương tác Arp 65.